# Esalen-Institut

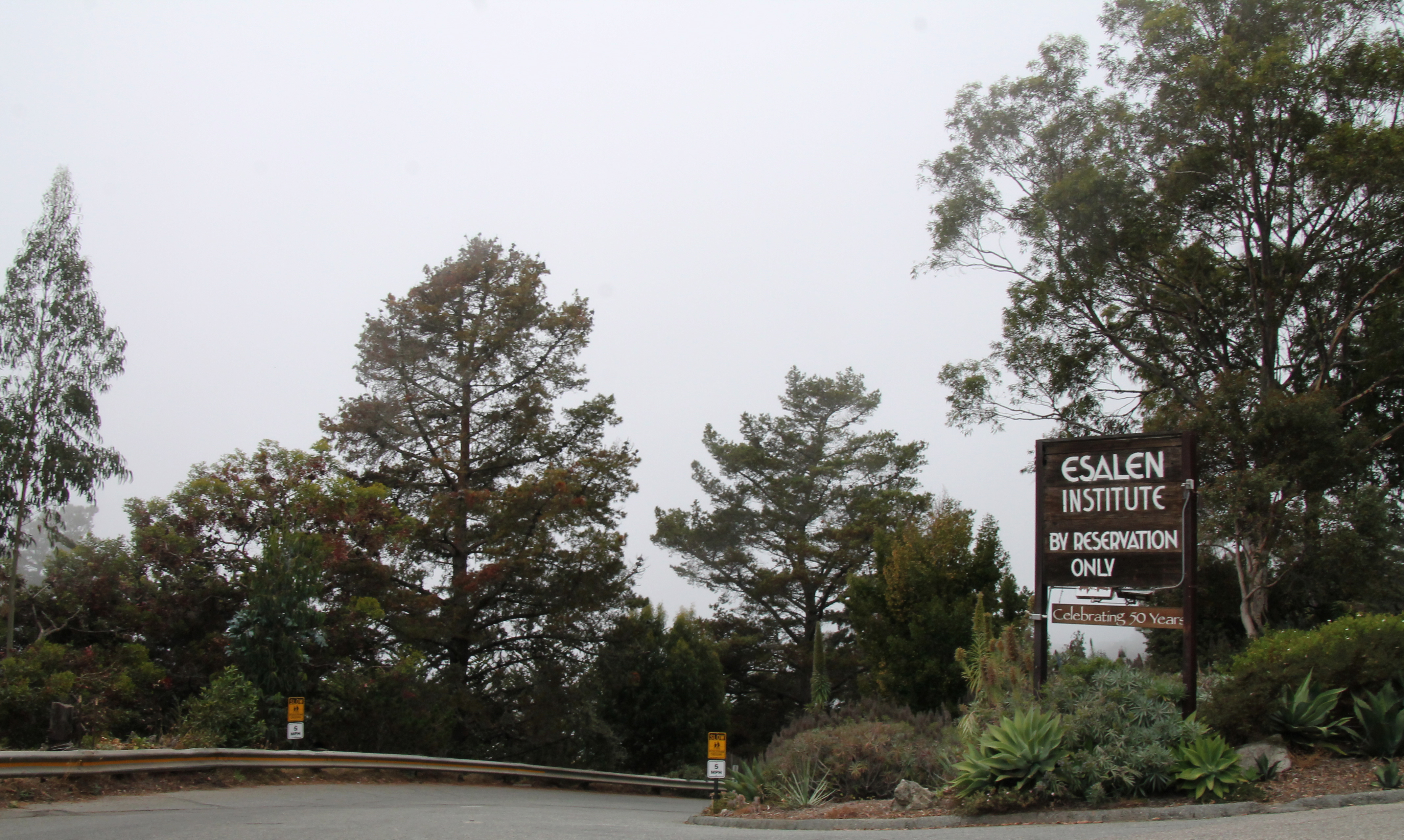
Esalen-Institut

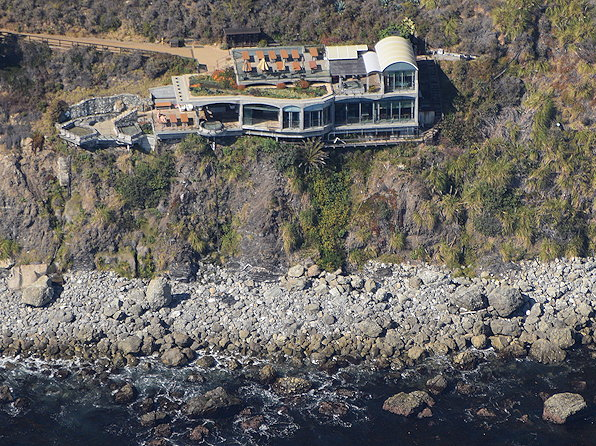
Luftaufnahme mit Sicht auf den Gebäudekomplex der Bäder.

Das Esalen-Institut ist ein seit 1962 bestehendes gemeinnütziges Zentrum für humanistisch ausgerichtete interdisziplinäre Studien und Kongresse in Big Sur, Kalifornien. Eine Vielzahl von Persönlichkeiten des geistigen und kulturellen Lebens in den Vereinigten Staaten lehrte hier und nahm an Workshops und Kongressen dieser Einrichtung teil, wie Joan Baez, Paul Tillich, Henry Miller, Fritz Perls, Claudio Naranjo, Carl Rogers, Timothy Leary, u. a. m. Gegründet wurde es von Michael Murphy und Dick Price. Bis heute finden jährlich etwa 500 Workshops statt sowie erweiterte Studentenprogramme und Tagungen.

## Vorgeschichte
Die Gegend von Esalen hat eine lange Besiedlungsgeschichte, wie in den Böden der Umgebung gefundene Artefakte aus der Zeit um etwa 4000 v. Chr. belegen (Archaische Periode). Auf Grund des Zugangs zum Meer, des vorhandenen Süßwassers und der heißen Quellen war sie regelmäßig durch einen „Esselen“ genannten Stamm der indianischen Urbevölkerung (englisch Native Americans in the United States) – sie sprachen die Hoka-Sprachen – bewohnt und wurde teilweise auch als Begräbnisplatz genutzt. Der Landstrich liegt zu Füßen des Santa-Lucia-Gebirges und wird durch den Hot Springs Canyon zerteilt. Insbesondere durch Infektionskrankheiten
und infolge der von Carmel ausgehenden spanischen Missionierung in der Region verringerte sich die Esselen-Bevölkerung stark. Dennoch gibt es Bewohner in der Gegend, die ihre Herkunft bis zu den Esselen zurückverfolgen können.
In den 1870er-Jahren besuchte Thomas B. Slate die Gegend von Big Sur, um die heißen Quellen zur Linderung seiner schweren Arthritis zu nutzen. Er baute sich in den frühen 1880er-Jahren ein Anwesen, womit der Tourismus in Big Sur, vor allem wegen der heißen Quellen, begann. Im Jahre 1910 verkaufte Slate das Land an den Arzt Henry Cloyd Murphy. Dieser hatte die Absicht, einen Kurort nach europäischem Vorbild zu errichten.
Während des Baus der California State Route 1 kamen Ingenieure und andere Beschäftigte in den Ort. Die Straße wurde 1937 eröffnet, jedoch mit Ausbruch des Zweiten Weltkriegs wieder für die Öffentlichkeit gesperrt. Nach der Wiedereröffnung der Autobahn unternahm die Familie Murphy verschiedene Versuche, den Standort wirtschaftlich nutzbar zu machen. Ein Restaurant wurde eröffnet und die heißen Quellen waren nur gegen Eintritt zugänglich. Der offizielle Name war „Big Sur Hot Springs“, jedoch war die Bezeichnung „Slate’s Hot Springs“ gebräuchlicher. In den 1950er-Jahren wurden einige Hoteleinheiten gebaut, doch es war nicht das, was Murphy sich ursprünglich vorgestellt hatte.

## Gründung des Instituts
1962 gründeten Michael Murphy und Dick Price das Esalen-Institut. Murphy und Price waren in den späten 1940er / frühen 1950er-Jahren Studienkollegen an der Stanford University, hatten sich aber nach dem Studium aus den Augen verloren. Price war zur Harvard-Universität gewechselt, um dort Psychologie zu studieren. Er lebte eine Zeit lang bei Alan Watts und hatte eine psychotische Lebenskrise. Murphy war in den Ashram zu Sri Aurobindo in Indien (Sri Aurobindo Ashram) gegangen. Beide kehrten nach San Francisco zurück und trafen sich bei Frederic Spiegelberg, Professor für vergleichende Religionswissenschaft und Indische Studien, bei dem sie studiert hatten, wieder.
Infolge dieses Treffens begannen sie ab 1961, Pläne für ein Forum zu entwerfen, das Wege des Denkens über die Beschränkungen des etablierten Wissenschaftsbetriebs hinaus aufzeigen sollte, wie sie oft in Gruppen zu sehen wären, die sich um die einzelne Idee eines charismatischen Führers sammelten. Sie stellten sich ein Labor für Experimente mit einem breiten Bereich von Philosophien, religiösen Disziplinen und psychologischen Methoden vor.
Murphys Familie stellte das Grundstück in Big Sur kostenlos zur Verfügung. Zusammen mit Kapital von Prices Vater, Geschäftsführer bei Sears, und der vernetzten Hilfe von Spiegelberg, Watts, Laura und Aldous Huxley, Gerald Heard und Gregory Bateson wurde das Projekt auf etwa 11 Hektar Land, dem ehemaligen Gebiet der Esselen, ins Leben gerufen. Das Areal liegt etwa 72 km südlich von Monterey (Kalifornien) und Carmel.

„Das Esalen-Institut existiert, um die harmonische Entwicklung der ganzen Person zu fördern. Es ist eine lernende Einrichtung, die sich der beständigen Erforschung des menschlichen Potentials widmet und religiösen, wissenschaftlichen und anderen Dogmen widersteht. Es fördert Theorie, Praxis, Forschung und Organisationsaufbau, um die persönliche und soziale Weiterentwicklung zu erleichtern und zu diesem Zweck sponsert es Seminare für die allgemeine Öffentlichkeit; organisiert Tagungen; Forschungsprogramme; Aufenthalte für Künstler, Gelehrte, Wissenschaftler und religiöse Lehrer; Arbeitsstudien-Programme und halb-autonome Projekte.“

Esalen wurde bald durch die Verbindung östlicher und westlicher Philosophien, seine experimentellen und didaktischen Workshops und den stetigen Zustrom von Philosophen, Psychologen, Künstlern und religiösen Denkern bekannt.

## Anfangsjahre
Regelmäßige Besucher der Anfangsjahre waren etwa Joan Baez, Hunter S. Thompson und Henry Miller. Alan Watts hielt das erste Seminar im Jahre 1962 ab. Im Sommer desselben Jahres kam Abraham Maslow zufällig in die Gegend und wurde bald zu einer wichtigen Person am Institut. Im Jahr 1964 begann Fritz Perls einen mehrjährigen Aufenthalt in Esalen und gewann großen und anhaltenden Einfluss. Perls führte zahlreiche Gestalttherapie-Seminare in Esalen durch, und gemeinsam mit Jim Simkin gab er auch Trainingskurse in Gestalttherapie. Dick Price wurde einer von Perls’ ersten Studenten in Esalen; er praktizierte und lehrte Gestalttherapie in Esalen bis zu seinem Unfalltod auf einer Wanderung 1985.
Esalen gewann schnell an Beliebtheit und gab schon bald einen Programmkatalog heraus. Die Einrichtung war groß genug, mehrere Programme gleichzeitig durchzuführen, und Esalen richtete nach und nach zahlreiche feste Lehrerstellen ein. Es versammelten sich dort jene, die den Ort zu so etwas wie einem Verknüpfungspunkt der Gegenkultur machen wollten. Einige der frühen Leitfiguren waren Arnold J. Toynbee, der Theologe Paul Tillich, der zweimalige Nobelpreisträger Linus Pauling, Carl Rogers, B. F. Skinner, Virginia Satir, Ansel Adams, Michael Harner, Richard Alpert, Timothy Leary und J. B. Rhine. Gia-Fu Feng und Chungliang Al Huang lieferten eine starke asiatische Perspektive (zusammen mit dem Einfluss von Watts).
An Stelle des Vortrags und des Zuhörens begann eine Anzahl von Lehrern und Teilnehmern mit dem zu experimentieren, was Aldous Huxley die „nonverbale Menschheit“ nannte: Die Bildung des Körpers, der Sinne, der Emotionen. Hauptanliegen war es, eine neue Ethik hervorzubringen: die „momentan strömende Erfahrung“ in vollem Umfang und genau auszudrücken, dieses bewusst zu machen und hierzu ein Feedback zu bekommen. Die Erfahrungsworkshops, die auf diesen Versuchen aufbauten, waren besonders gut besucht und trugen viel zur zukünftigen Ausrichtung von Esalen bei.
Esalen wurde 1967 als gemeinnützige Institution anerkannt. Die Popularität wuchs, als das New York Times Magazine am 31. Dezember 1967 einen Artikel über Esalen brachte: englisch A Trip to Esalen Institute--; Joy Is the Prize Joy Is the Prize (deutsche Übersetzung: Der Preis ist Freude: Eine Reise zum Esalen-Institut) von Leo E. Litwak. Der Artikel wurde im Laufe der Jahre mehrmals in Anthologien hervorragender Zeitschriftenartikel nachgedruckt. Kurzfristig brachte er Esalen die erhöhte Aufmerksamkeit anderer Medien, nicht gerade in den USA, sondern vor allem in Übersee. Esalen reagierte hierauf mit der Veranstaltung von Großkongressen in den Städten des Mittleren Westens, an der Ostküste und in Europa sowie der Eröffnung eines Institutsablegers in San Francisco. Hier wurden viele Programme angeboten, doch musste die Dependance Mitte der 1970er-Jahre schließen.
Viele der Angebote schienen dazu gedacht, den Status quo und die Bewegung selbst, der Esalen angehörte, herauszufordern. Solche Angebote lauteten zum Beispiel: Der Wert psychotischer Erfahrungen oder Spirituelle und therapeutische Tyrannei: Die Bereitschaft zur Unterwerfung und Theologische Überlegungen über das Potential des Menschen. Daneben gab es eine Serie gemischt ethnischer Begegnungsgruppen.
Wegen des abgelegenen Standorts war das Konzept des Instituts von Beginn an darauf ausgerichtet, dass die Mitarbeiter auch dort wohnten. Dieser Umstand hat den Charakter des Instituts entscheidend mitgeprägt. Esalen begann 1966 einjährige Bildungsprogramme mit festem Aufenthalt. Einmonatige Arbeitsstudienprogramme sowie einjährige erweiterte Studentenprogramme folgten. Viele der festen Mitarbeiter entwickelten neue Praktiken und wurden bekannte Lehrer. Die Vorschule Esalens (englisch the Gazebo ‚Die Gartenlaube‘), die Kinder der Mitarbeiter, der Einwohner des Ortes und der Programmteilnehmer betreut, wurde Mitte der 1970er-Jahre von Janet Lederman gegründet und besteht bis heute.
Neben der „Findhorn Foundation“ im Nordosten Schottlands war das Esalen-Institut, beide im Übrigen 1962 gegründet, auch ein Zentrum der „New Age-Bewegung.“

## Aktivitäten in den 1960er- bis 1980er-Jahren
Esalen hat Forschungs- und Bildungsprojekte sowie Tagungen in Big Sur und anderswo ausgerichtet.

### Sommeruniversitäten
Sommeruniversitäten wurden in London, New York, Los Angeles, San Francisco und an verschiedenen Colleges und Universitäten gehalten, unter anderem an der New Yorker Universität, der Stanford-Universität, der University of Michigan, der Universität von Kalifornien in Santa Cruz und Berkeley und an der University of Massachusetts.

### Verlagsprojekt
Seit den späten 1960er-Jahren wurde in Zusammenarbeit mit Viking Press eine Serie von siebzehn Büchern herausgegeben, die in enger Beziehung zu den in Esalen behandelten Themen standen, etwa Maslows Farther Reaches of Human Nature, Roberto Assagiolis Psychosynthesis, Janet Ledermans Anger and the Rocking Chair und Titel von Joe K. Adams, Claudio Naranjo, George I. Brown, Charlotte Selver und Charles Brooks. Später schloss Esalen eine Verlagsvereinbarung mit Lindisfarne Press.

### Big Sur Festival, Kunstereignisse
1965 führte Joan Baez einen Workshop mit dem Titel Die neue Volksmusik als kostenlose Veranstaltung durch. Es war das erste von sieben Big Sur Festivals, an denen viele bekannte Musiker jener Zeit teilnahmen. 1969 traten Künstler auf, die gerade vom Woodstock-Festival gekommen waren. Es ist in dem 20th-Century-Fox-Film Celebration at Big Sur wiedergegeben.
In Esalen traten neben anderen Joan Baez, Bob Dylan, Crosby, Stills, Nash and Young, Joni Mitchell, Blood, Sweat & Tears, Simon & Garfunkel, James Cotton, John Sebastian, Bruce Springsteen, Judy Collins, Taj Mahal, Creedence Clearwater Revival, The Chambers Brothers, Ravi Shankar, Ali Akbar Khan, George Harrison, Ringo Starr, Michael Hedges, Flora Purim, Airto Moreira, Donovan, John Trudell, Jackson Browne, Bonnie Raitt, Charlie Hunter, Michel Petrucciani, Three Fish, Bruce Langhorne, Roy Hargrove, Fred Frith, John Densmore, Paul Winter, Paul Horn, David Darling, Ysaye Maria Barnwell, Jim Messina, Kenny Loggins, Henry Kaiser, Jimmie Dale Gilmore und Babatunde Olatunji auf.
John Cage und Robert Rauschenberg arbeiteten hier zusammen.
Robert Bly, Allen Ginsberg, Gary Snyder, Michael McClure, Lawrence Ferlinghetti, Kenneth Rexroth und andere haben Dichterlesungen abgehalten.

### Schizophrenie–Forschungsprojekt
1998 gründete Esalen das Zentrum für Theorie und Forschung, um neue Praxis- und Handlungsbereiche zu initiieren, die sozialen Wandel und die Verwirklichung des menschlichen Potenzials fördern. Es ist der Forschungs- und Entwicklungszweig des Esalen-Instituts. Seit 2016 leitet Michael Cornwall, der zuvor im Schizophrenie-Forschungsprojekt des Instituts am Agnews State Hospital gearbeitet hatte, Workshops mit dem Titel „Initiative für alternative Ansichten und Ansätze zur Psychose“ in Esalen. Er lud führende Persönlichkeiten auf dem Gebiet der Psychosebehandlung ein, an den Workshops teilzunehmen.
Das sogenannte Schizophrenie–Forschungsprojekt wurde drei Jahre lang mit 127 jungen männlichen Schizophrenen am Agnews Developmental Center in San José durchgeführt. Untersucht wurde (in Zusammenarbeit mit der kalifornischen Behörde für mentale Hygiene und dem nationalen Institut für mentale Gesundheit (NIMH)), ob sich die Gesundheit von bestimmten Patienten permanent verbessert, wenn ihr Krankheitsverlauf nicht mit antipsychotischer Chemotherapie unterbrochen wird. Die Ergebnisse zeigten, dass in vielen Fällen Patienten mit einer positiven „integrierenden“ Einstellung zu ihrer „Krankheit“, wenn sie in einem unterstützenden Krankenhausrahmen versorgt waren, in dem sie ihr „psychotisches“ Verhalten frei ausleben konnten, mit höherer Wahrscheinlichkeit zurück ins seelische Gleichgewicht fanden, als wenn sie in konventioneller Weise mit psychotropen Substanzen behandelt worden wären.

### Sowjetisch-amerikanisches Austauschprogramm
Das sowjetisch-amerikanische Austauschprogramm von Esalen wurde 1979 eingeführt, um Alternativen zu den feindseligen Beziehungen zwischen den Nationen zu ermöglichen. Durch die Förderung direkter menschlicher Beziehungen sollte ein breiteres Verständnis füreinander und vom menschlichen Potential allgemein geschaffen werden. Bei einer Tagung im Jahr 1981 entwickelte Joseph Montville den Ausdruck „Doppelspur-Diplomatie“: zwischen Sowjetbürgern und Amerikanern stattfindenden Privatinitiativen seien als Ergänzung zu den offiziellen diplomatischen Kanälen anzusehen (englisch Soviet–American Exchange Program später: Track Two, an institute for citizen diplomacy). 1982 erlaubte es die erste Satelliten-Funkbrücke sowjetischen und amerikanischen Staatsbürgern, direkt miteinander zu sprechen. Hieraus ergaben sich Satellitenkonferenzen zwischen Sowjets und Amerikanern, einschließlich der Einrichtung einer ständigen Konferenzschaltung zwischen den beiden Staatsführungen. 1986 fand in Zusammenarbeit mit der amerikanischen Wissenschaftsvereinigung AAAS und der sowjetischen Akademie der Wissenschaften eine Satelliten-Funkbrücke zwischen Tschernobyl und dem Kernkraftwerk Three Mile Island statt.
1985 gründete der Astronaut Rusty Schweickart mit Unterstützung von Esalen die englisch „Association of Space Explorers“ (deutsche Übersetzung: Vereinigung der Raumfahrer) eine Plattform, auf der amerikanische Astronauten und russische Kosmonauten ihre Erfahrungen aus dem Weltraum austauschen konnten und gemeinsame Perspektiven für die Zukunft der Weltraumfahrt entwickeln sollten.
Im Jahr 1989 arrangierte Esalen Gespräche zwischen dem russischen Präsidenten Boris Jelzin auf dessen erster Reise in die Vereinigten Staaten und US-Präsident George Bush, dem früheren Präsidenten Ronald Reagan und Persönlichkeiten aus Wirtschaft und Regierung. Nach der Auflösung der Sowjetunion wurde das Projekt 1994 in Russisch–Amerikanisches Zentrum umbenannt und als eigenständige gemeinnützige Einrichtung anerkannt. Es kooperiert weiterhin eng mit Esalen.

### Die späten Jahre des zwanzigsten Jahrhunderts und das frühe einundzwanzigste Jahrhundert
Esalen hatte Ende des zwanzigsten Jahrhunderts administrative Änderungen vorgenommen, um auf interne und externe Faktoren zu reagieren. Dick Price war der wichtigste Leiter des Instituts. Bis sein plötzlicher Tod bei einem Wanderunfall Ende 1985 viele personelle und programmtechnische Änderungen nach sich zogen. Hiernach wurde Steven Donovan Präsident des Instituts und Brian Lyke fungierte als Generaldirektor. Nancy Lunney wurde Programmdirektorin und Dick Prices Sohn David Price fungierte ab Mitte der 1990er Jahre als Generaldirektor von Esalen.
Die Bäder wurden 1998 durch Unwetter zerstört und mit großem Aufwand wieder aufgebaut, was jedoch zu erheblichen institutionellen und ökonomischen Problemen führte. Anschließend entwickelte Andy Nusbaum einen Wirtschaftsplan, um Esalens Finanzen zu stabilisieren.
In Esalen finden heute jährlich etwa 500 Workshops in den Themenbereichen Kunst, Ökopsychologie, Gesundheit, integrales Denken, Friedensforschung, Massage, Tanz, Mythen, philosophische Untersuchungen, Körpertherapie, spirituelle Studien, Transpersonale Psychologie, Wildnis, Yoga und Achtsamkeit statt. Des Weiteren gibt es erweiterte Studentenprogramme und die Möglichkeit zu längeren Arbeitsstudienaufenthalten. Durch das Zentrum für Theorie und Forschung werden Tagungen und andere Programme angeboten.
Nach eigener Aussage tariert das Programm in Esalen zwischen individuellen und gesellschaftlichen Themen, wobei in jüngerer Zeit soziale Aspekte in den Vordergrund gestellt werden. Die Einrichtung zielt darauf ab, wieder eine Vorreiterrolle für die gesellschaftliche Entwicklung in den Vereinigten Staaten zu übernehmen. Im Rahmen der Vorbereitung des 50-jährigen Jubiläums des Instituts im Jahr 2012 wurde das Programm unter dem Motto focus on healing, melding of traditions and mantra of “spiritual but not religious” (etwa: Schwerpunkt auf Heilen, Verschmelzen von Traditionen und den Grundsatz des „Spirituellen, aber nicht Religiösen“) zusammengefasst.

## Ehemalige Lehrer am Esalen-Institut (Auswahl)
Am Esalen-Institut haben gelehrt bzw. gewirkt:
- Will Schutz (1925–2002), Psychologe
- Richard Buckminster Fuller (1895–1983), Architekt, Konstrukteur, Visionär, Designer, Philosoph und Schriftsteller
- Warren Farrell (* 1943), Autor und Bürgerrechtler
- Rollo May (1909–1994), Psychologe
- J. B. Rhine (1895–1980), Botaniker und Parapsychologe
- Humphry Osmond (1917–2004), Psychiater
- Harvey Cox (* 1929), baptistischer Professor der Theologie
- Jerry Rubin (1938–1994), Aktivist in den 1960er und 1970er Jahren und Anarchist
- Ken Kesey (1935–2001), Schriftsteller und Aktionskünstler
- Gary Snyder (* 1930), Schriftsteller und Umweltaktivist
- Gregory Bateson (1904–1980), Anthropologe, Biologe, Sozialwissenschaftler, Kybernetiker und Philosoph
- John C. Lilly (1915–2001), Biologe und Neurophysiologe
- Claudio Naranjo (1932–2019), Psychiater, Gestalttherapeut und Lehrer für Meditation
- S. I. Hayakawa (1906–1992), Psychologe, Semantiker und Politiker
- G. Spencer-Brown (1923–2016), Mathematiker, Psychologe, Dichter und Songwriter
- Terence McKenna (1946–2000), Sprachwissenschaftler, Autor, Biologe, Bewusstseinsforscher und Wegbereiter der Ethnopharmakologie
- Douglas Rushkoff (* 1961), Autor, Dozent, Kolumnist und Musiker
- Robert Anton Wilson (1932–2007), Bestsellerautor, Philosoph und Anarchist
- Dean Ornish (* 1953), Mediziner
- Matthew Fox (* 1940), Priester und Theologe
- Andrew Harvey (* 1947), Wirtschaftswissenschaftler und Hochschullehrer
- James Hillman (1926–2011), Psychologe und Autor
- Peter Matthiessen (1927–2014), Autor, Umweltschützer und Naturschützer
- Fred Frith (* 1949), Komponist, Improvisator, Multi-Instrumentalist und Hochschullehrer
- Spalding Gray (1941–2004), Schauspieler und Autor für Theater und Fernsehen
- Amory Lovins (* 1947), Physiker und Umweltaktivist
- Albert Hofmann (1906–2008), Chemiker, Autor und der Entdecker des LSD
- Richard Tarnas (* 1950), Professor für Philosophie und Psychologie
- Paul Rebillot (1931–2010), Autor und Psychotherapeut

Körpertherapie, Körperpsychotherapie und Psychotherapie
- Ronald D. Laing (1927–1989), Psychiater
- Moshé Feldenkrais (1904–1984), Wissenschaftler und Judolehrer
- Alexander Lowen (1910–2008), Arzt und Psychotherapeut
- Abraham Maslow (1908–1970), Psychologe
- Fritz Perls (1893–1970), Psychiater und Psychotherapeut
- Jim Simkin (1919–1984), klinischer Psychologe und Gestalttherapeut
- Ida Rolf (1896–1979), Biochemikerin
- Carl Rogers (1902–1987), Psychologe und Psychotherapeut
- Virginia Satir (1916–1988), Psychotherapeutin

Musik, Tanz, Tanztherapie
- Joan Baez (* 1941), Folk-Sängerin und -Gitarristin, Bürgerrechtlerin und Pazifistin
- Babatunde Olatunji (1927–2003), Perkussionist
- Charlotte Selver (1901–2003), Pädagogin
- Anna Halprin (1920–2021), Tänzerin und Choreografin, ab 1963

Literatur, Philosophie, Wissenschaft
- Deepak Chopra (* 1946), zeitgenössischer Autor
- Robert Bly (1926–2021), Schriftsteller
- Ray Bradbury (1920–2012), Schriftsteller und Drehbuchautor
- Joseph Campbell (1904–1987), Professor und Autor
- Fritjof Capra (* 1939), Physiker, Systemtheoretiker, Philosoph, Managementtrainer und Autor
- Carlos Castaneda (1925–1998), Ethnologe und Schriftsteller
- Stanislav Grof (* 1931), Psychotherapeut und Psychiater
- Aldous Huxley (1894–1963), Schriftsteller
- Linus Pauling (1901–1994), Chemiker
- Richard Feynman (1918–1988), Physiker und Nobelpreisträger
- Susan Sontag (1933–2004), Schriftstellerin, Essayistin, Publizistin und Regisseurin
- Paul Tillich (1886–1965), protestantischer Theologe (Dogmatiker) und Religionsphilosoph
- Arnold J. Toynbee (1889–1975), Kulturtheoretiker und Geschichtsphilosoph
- B. F. Skinner (1904–1990), Psychologe
- Alan Watts (1915–1973), Religionsphilosoph

Fotografie, bildende Künste
- Ansel Adams (1902–1984), Fotograf, Autor und Lehrer der künstlerischen Fotografie

## Gelehrte mit Aufenthalt in Esalen
Als Teilnehmer an Programmen und Workshops lebten für längere Zeit im Esalen-Institut: Gregory Bateson, Joseph Campbell, Virginia Satir, Alan Watts, Ida Rolf, Gia-Fu Feng, George Leonard, Fritz Perls, John C. Lilly, Will Schutz, Sam Keen, Bruder David Steindl-Rast, Babatunde Olatunji.

## Rezeption
„… eine sakrale Stätte, zu der wir kommen, um ein inneres Leben zu erforschen, auf eine Berufung zu antworten, einen Beruf zu finden.“